# Herinneringsmedaille voor de deelnemers aan de Expeditie naar Afrika 1907 - 1908 (Mecklenburg-Schwerin)
De Herinneringsmedaille voor de deelnemers aan de Expeditie naar Afrika 1907-1908, (Duits: Erinnerungsmedaille für die Teilnehmer an der Afrika-Expedition 1907-1908) was een onderscheiding van het groothertogdom Mecklenburg-Schwerin. Duitsland kreeg laat in de 19e eeuw interesse voor koloniale macht en een expeditie onder leiding van de Mecklenburgse prins Adolf Frederik van Mecklenburg-Schwerin verkende delen van Afrika. Adolf Frederik was een broer van prins Hendrik der Nederlanden.
Ter herinnering aan de expeditie werd in 1908 een ronde bronzen medaille geslagen die aan een wit lint met blauw-geel-rode bies op de linkerborst werd gedragen. De kleur van het brons is vrij licht. Op de voorzijde is de stichter, dat was de regerende groothertog Friedrich Franz van Mecklenburg-Schwerin afgebeeld met het rondschrift FRIEDRICH FRANZ GROSSHERZOG V. MECKLENBURG SCHWERIN. Op de keerzijde staat DEUTSCHE WISSENSCHAFTLICHE ZENTRAL- AFRIKANISCHE EXPEDITION UNTER FÜHRUNG ADOLF FRIEDRICHS HERZOG’S ZU MECKLENBURG 1907-08.